# 皮奥伊州圣路易斯
皮奥伊州圣路易斯（葡萄牙語：São Luis do Piauí）是巴西皮奥伊州的一个市镇。总面积219.895平方公里，总人口2550人，人口密度11.6人/平方公里。